# Tour de Hokkaidō
Die Tour de Hokkaidō (jap. ツール ド 北海道, tsūru do Hokkaidō) ist ein japanisches Straßenradrennen.
Das Etappenrennen wird seit 1987 auf der Insel Hokkaidō ausgetragen und zählt seit 2005 in der Kategorie 2.2 zur UCI Asia Tour.

## Siegerliste
- 1987  Matsuyoshi Takahashi
- 1988  Kazuya Hashizume
- 1989  Kazuo Ōishi
- 1990  Daisuke Imanaka
- 1991  Daisuke Imanaka (2)
- 1992  Stephen Spratt
- 1993  Daisuke Imanaka (3)
- 1994  Naoshi Ōno
- 1995  Andrea Guidotti
- 1996  Eric Wohlberg
- 1997  Michele Colleoni
- 1998  Hideto Yukinari
- 1999  Ken Hashikawa
- 2000  Eric Wohlberg (2)
- 2001  David McCann
- 2002  Simone Mori
- 2003  Satoshi Hirose
- 2004  Wong Kam Po
- 2005  Eddy Ratti
- 2006  Taiji Nishitani
- 2007  Henri Werner
- 2008  Takashi Miyazawa
- 2009  Takashi Miyazawa (2)
- 2010  Miyataka Shimizu
- 2011  Miguel Ángel Rubiano
- 2012  Maximiliano Richeze
- 2013  Thomas Lebas
- 2014  Joshua Prete
- 2015  Riccardo Stacchiotti
- 2016  Nariyuki Masuda
- 2017  Marcos Garcia
- 2018 nicht ausgetragen
- 2019  Filippo Zaccanti